# Luís Fernando Ortiz
Luís Fernando Roese Ortiz, noto semplicemente come Luís Fernando Ortiz (Porto Alegre, 8 maggio 1964), è un ex giocatore di calcio a 5 brasiliano, campione del mondo con la nazionale brasiliana nel 1992.

## Biografia
Il figlio Leonardo è un calciatore professionista.

## Carriera
Ortiz ha partecipato alla spedizione al FIFA Futsal World Championship 1992 in cui i verdeoro hanno vinto il titolo iridato. Si tratta dell'unica rassegna mondiale disputata dal pivot.

## Palmarès

### Club
- Taça Brasil: 1
Internacional: 1999

### Nazionale
- Campionato mondiale: 1
Hong Kong 1992